# Latin Rock
Latin Rock ist die Verschmelzung bzw. Kombination von Rockmusik mit lateinamerikanischen Rhythmen. Im Französischen ist dafür die Bezeichnung „chicano punk“, im Englischen die Bezeichnung „chicano rock“ üblich, Bezeichnungen, die die rein lateinamerikanische Herkunft deutlicher hervorheben.
Beim Latin Rock werden Rockinstrumente mit Perkussionsinstrumenten, oft aber auch mit für die lateinamerikanische Musik typischen Piano-Riffs, wie sie z. B. im Son Cubano oder im Merengue vorkommen, kombiniert.
Die Musikrichtung wurde Ende der 1960er-Jahre von Carlos Santana kreiert. Sie erlebte in den 1990ern ein Revival und eine Kommerzialisierung, wozu Interpreten wie Ricky Martin mit einer Mischung aus Rock und Pop beitrugen. Durch Interpreten wie Molotov oder Resorte wurde auch eine Art Latin Hard Rock entwickelt.

## Hauptvertreter
- Addys Mercedes
- Maná
- Aterciopelados
- Carlos Santana
- Café Tacuba
- Los Lobos
- Juanes
- Shakira